# Trouhans
Trouhans é uma comuna francesa na região administrativa da Borgonha-Franco-Condado, no departamento de Côte-d'Or. Estende-se por uma área de 10,53 km². Em 2010 a comuna tinha 617 habitantes (densidade: 58,6 hab./km²).